# 甲碲醇
甲碲醇又被称为碲氫甲烷，是一種碲醇類的有機化合物，是結構最簡單的碲醇。常溫常壓下為黃色液體，具高揮發性，難溶於水，具高度刺激性的氣味。
紫外線可將甲碲醇分解為二甲基碲和氫氣。